# حقیقتاً، دیوانه‌وار، عمیقاً
حقیقتاً، دیوانه‌وار، عمیقاً (به انگلیسی: Truly, Madly, Deeply) نام فیلم درامِ فانتزی‌ای است که در سال ۱۹۹۰ به کارگردانی آنتونی مینگلا در بریتانیا ساخته شد. این فیلم موفق شد جایزهٔ بفتای بهترین فیلم‌نامهٔ غیراقتباسی را از آن خود کند.